# Zehn

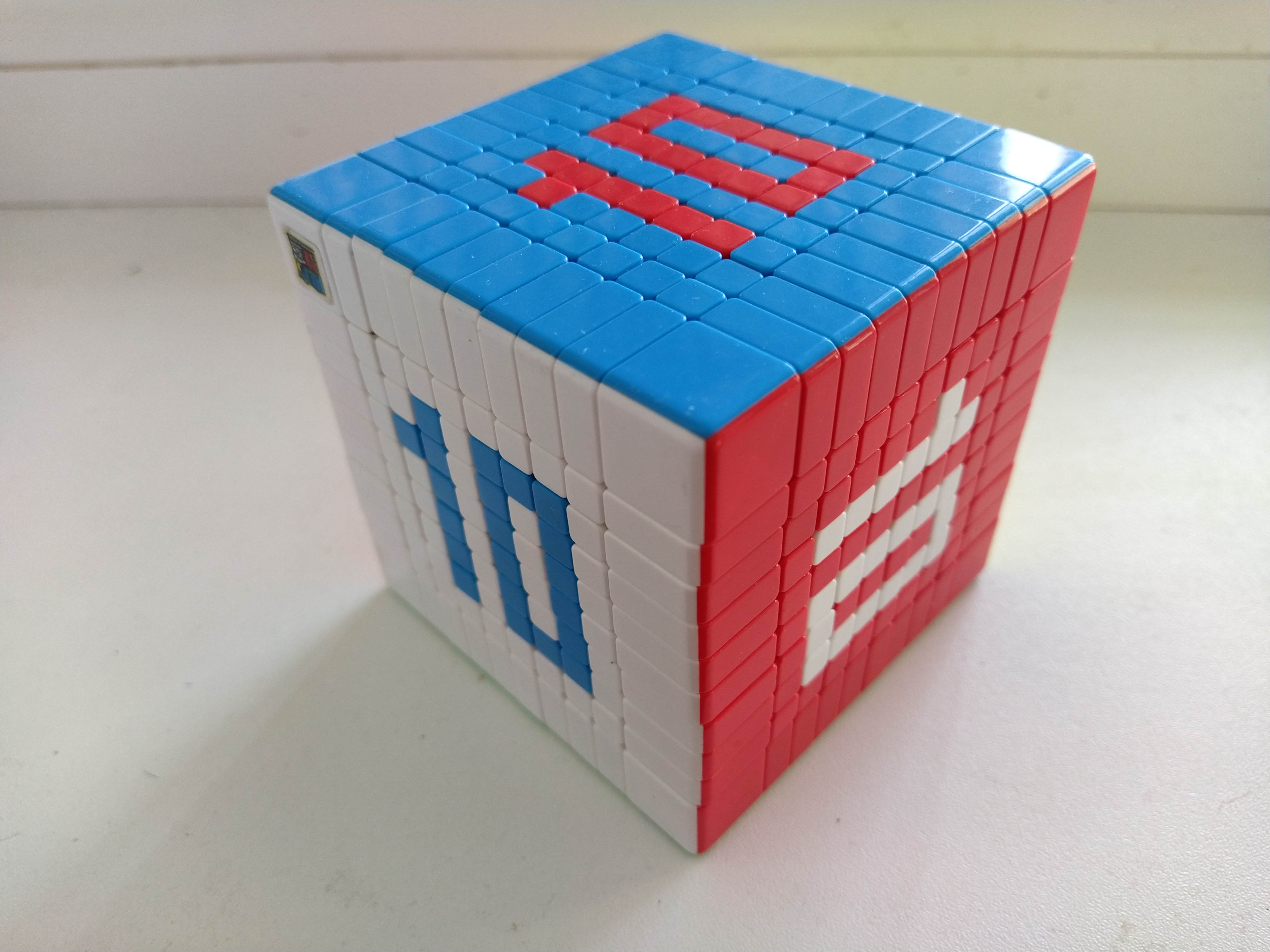
10×10×10-Zauberwürfel

Die Zehn (10) ist die natürliche Zahl zwischen Neun und Elf. Sie ist gerade.

## Mathematisches
Die Zehn ist die Basis des Dezimalsystems, das auf die Zahl der zehn menschlichen Finger zurückgeht. Die indogermanische Bedeutung (ahd. zehan) dürfte, ähnlich wie lateinisch decem, mit „zwei Hände“ zu deuten sein. Die Zehn ist außerdem zugleich eine Dreieckszahl und Tetraederzahl sowie die Summe der ersten drei Primzahlen. Das römische Zahlzeichen für Zehn ist X (zwei übereinandergestellte Vs jeweils mit dem Zahlwert Fünf).
Die Zehn ist eine Størmer-Zahl.

## Symbolik
Seit jeher zählte man mit den Fingern. Die Zehn stand wohl auch deshalb für Anfang und Ende aller Zahlen, erschien als magische Grenze. Sie bildet die Summe der ersten vier Zahlen (1+2+3+4) und wurde früh zum Zeichen der Vollkommenheit und Vollendung. Eine wichtige Rolle in Judentum und Christentum spielen die Zehn Gebote, ebenso ist die Rede von zehn biblischen Plagen. Zehn ist in der Kabbalistik die Zahl der Sephiroth, der    
Emanationen im kabbalistischen Lebensbaum: Neun Sphären sind mit den Sinnen zu erschließen, die zehnte bleibt unsichtbar. Ferner nennt man die Zeit zwischen dem jüdischen Neujahrsfest Rosch ha-Schana und dem Versöhnungstag (Jom Kippur) die zehn ehrfurchtsvollen Tage. Der Zehn kommt somit die Bedeutung von Ordnung, Absolutheit und Totalität zu. Der griechische Buchstabe χ – vgl. den römischen Zahlwert Zehn – steht als zentraler Buchstabe des Christusmonogramms für Christus selber.

## Sprachliches
Eine Zusammenstellung von zehn Dingen (zumeist Jahren) ist die Dekade. Ein Polygon mit zehn Seiten ist ein Dekagon. Mit dem indogermanisch urverwandten lateinischen Wort decem (mit der Grundbedeutung „zwei Hände“) werden Fremdwörter gebildet wie Dezember, (urspr.: der 10. Monat), Dezime (ein Intervall in der Musik oder eine Strophenform), bzw. der aus dem Präfix Dezi- der Zehntelbruch: Dezimeter, Dezitonne, Deziliter oder Dezimierung.

## Sonstiges
- Die traditionelle Steuer ist der Zehnt.
- Aschura (arab. für „zehn“) ist der jeweils im zehnten Muharram stattfindende schiitische Gedenktag der Tötung al-Husain ibn Alis.
- Die zehn Betrachtungen sind buddhistische Meditationsthemen.
- Die Rückennummer 10 gilt als Nummer des Spielmachers beim Fußball.
- Es gibt zehn Himmelsstämme im Chinesischen Kalender.

In der Bibel:
- Es gibt Zehn Gebote.
- Für jüdische Gottesdienste sind Zehn Gerechte (=Teilnehmer) notwendig.
- Als Gott die Städte Sodom und Gomorra zerstören will, handelt Abraham so lange mit Gott, bis dieser verspricht: Wenn er zehn Gerechte in der Stadt finde, werde die Stadt nicht zerstört.

## Nachweise
1. ↑  Vgl.: Hans Jürgen Roth: Ein Abbild des Himmels. Der Aachener Dom – Liturgie, Bibel, Kunst. Thouet, Aachen 2011, S. 23.
2. ↑  Friedrich Kluge, Alfred Götze: Etymologisches Wörterbuch der deutschen Sprache. 20. Aufl., hrsg. von Walther Mitzka, De Gruyter, Berlin / New York 1967; Neudruck („21. unveränderte Auflage“) ebenda 1975, ISBN 3-11-005709-3, S. 877.